# Byobu
Byobu (びょうぶ) は、Unix系オペレーティングシステムで使用されるターミナルマルチプレクサであるGNU Screenとtmuxの機能を強化するものであり、オンスクリーンで通知や状態を表示する機能を提供し、タブ付きのマルチウィンドウの管理に使用することができる。Byobuはリモートサーバーに接続するときのターミナルセッションを改善することを目的としている。

## 歴史
バージョン1.0はScreen Profilesという名前で、2008年のUbuntu Developer Summitにおけるサーバーに接続されている管理者へのオンスクリーン通知を簡単にする方法についての議論から生まれた。
このプロジェクトはバージョン2.0でByobuに改名された。これは日本語の屏風という言葉に由来する。バージョン3.0では他のUnix系オペレーティングシステムへの移植を可能にするために、automakeを使用するようにビルドシステムを作り直した。バージョン4.0では画面分割機能を導入し、ステータス通知システムが作り直され、tmuxプロファイルのサポートが追加された。バージョン5.0で導入された最も重要な変更は、デフォルトのバックエンドがGNU Screenからtmuxに移行したことである。
ByobuはもともとはUbuntu向けに書かれたが、後にその他のLinuxディストリビューションやUnix系オペレーティングシステムに移植された。